# Poecilochlora heterograpta
Poecilochlora heterograpta là một loài bướm đêm trong họ Geometridae.